# Prescottia lancifolia
Prescottia lancifolia är en orkidéart som beskrevs av John Lindley. Prescottia lancifolia ingår i släktet Prescottia och familjen orkidéer. Inga underarter finns listade i Catalogue of Life.